# Palacio de Justicia del Condado de Gratiot
El Palacio de Justicia del Condado de Gratiot (en inglés Gratiot County Courthouse) es un edificio gubernamental ubicado en 214 East Center Street en Ithaca, una ciudad en el estado de Míchigan (Estados Unidos). Fue designado Sitio Histórico del Estado de Míchigan en 1957 y se incluyó en el Registro Nacional de Lugares Históricos en 1976. 

## Historia
El condado de Gratiot se estableció por primera vez en 1831, pero el asentamiento no comenzó hasta 1843, cuando se estableció una misión luterana cerca de la ubicación actual de St. Louis. El gobierno del condado se organizó en 1856, y el Centro Gratiot fue elegido como sede del condado. Una cabaña de troncos de dos pisos, construida por el colono local John Jeffrey ese mismo año, se usó como el primer palacio de justicia. Al año siguiente, el "Centro Gratiot" pasó a llamarse "Ítaca", como sigue siendo hoy. Se construyó un edificio de oficinas adicional en 1861, y en 1870 el palacio de justicia original fue reemplazado por un edificio con una estructura de 11,0 x 18,3 m
En 1900, los votantes aprobaron la construcción de un palacio de justicia de piedra. Los planos fueron dibujados por la arquitecta Claire Allen, con sede en Jackson, y la piedra angular se colocó en septiembre de 1900. Sin embargo, el trabajo pronto se detuvo cuando el contratista exigió más dinero, y el condado y los fiadores del contratista iniciaron demandas. El problema se resolvió pronto y se reanudó la construcción, esta vez por A. W. Mohnke de Grand Rapids. El costo final de construcción fue de 75 000 dólares. Se añadió un reloj a la torre del reloj en 1905.
En 1978, un incendio causó daños sustanciales en el segundo piso. En la década de 1990, se construyó un "edificio conector" adicional y se hicieron renovaciones al palacio de justicia de 1902. El palacio de justicia todavía se utiliza para las oficinas del condado y los procedimientos judiciales.

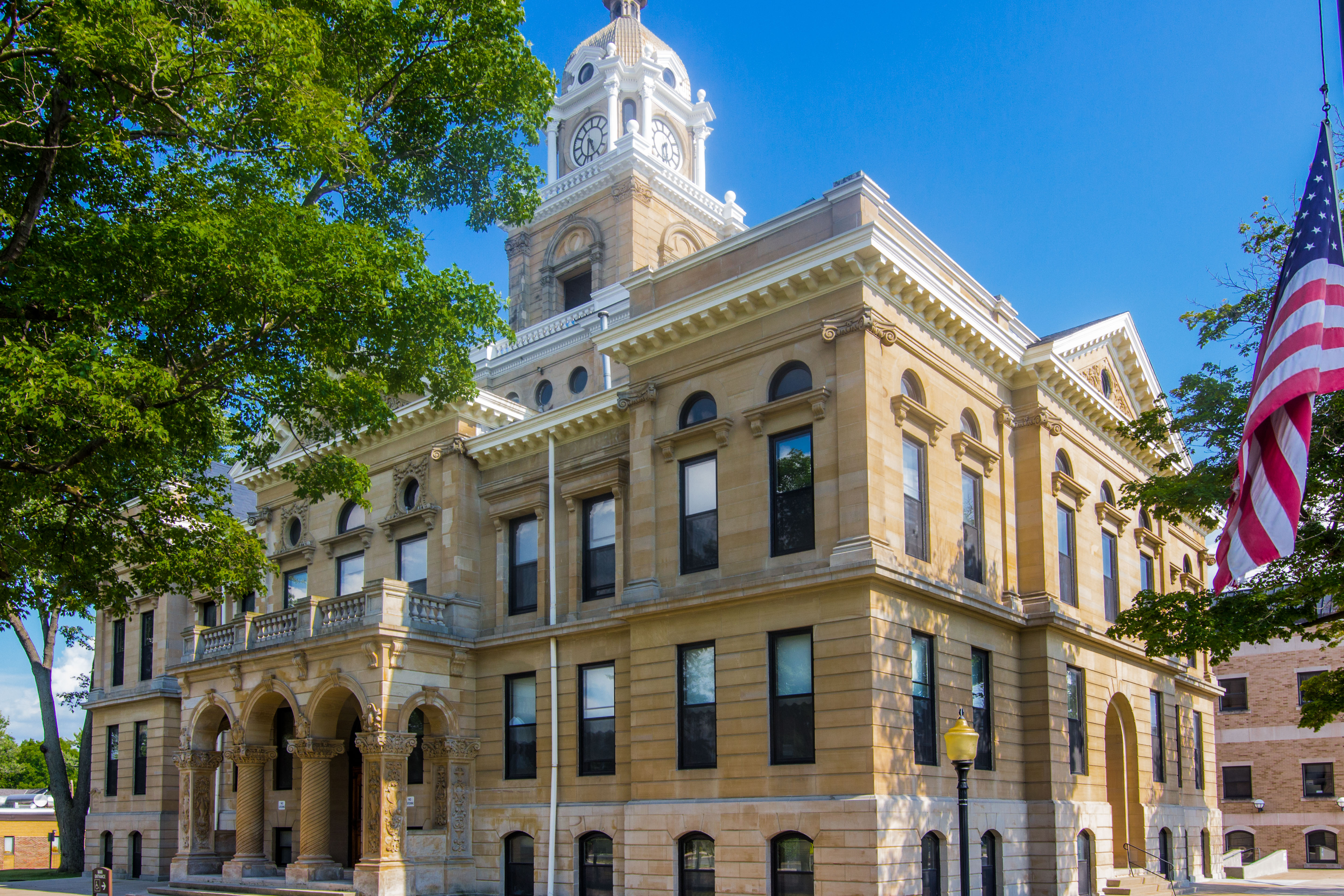
Palacio de justicia del condado de Gratiot

## Descripción
El Palacio de Justicia del Condado de Gratiot es una estructura neoclásica de 2-1/2 pisos cubierta de arenisca beige. El edificio mide 11,0 x 18,3 m. Se asienta en un semisótano y tiene una torre de reloj de múltiples etapas distintiva coronada con un campanario. La entrada principal está rodeada por una inusual columna decorativa arqueada y retorcida. El interior está anclado por una rotonda central, y lel interior está dominado por mármol y boiserie de roble.
El edificio se encuentra en un estado relativamente original, con pocas reformas.